# Hubert Krautwurst

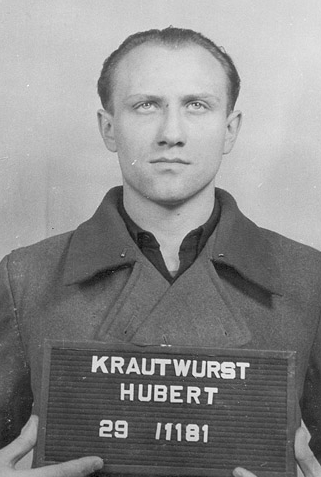
Hubert Krautwurst im April 1947

Hubert Krautwurst (* 21. Februar 1924 in Lichinia; † 26. November 1948 im Kriegsverbrechergefängnis Landsberg) war ein deutscher SS-Hauptscharführer und als Kommandoführer im Konzentrationslager Buchenwald eingesetzt. 

## Leben
Hubert Krautwurst trat zum 10. Juni 1941 der SS bei, zum 1. Mai 1944 wurde er zum Unterscharführer befördert. Er war vom 17. Januar 1942 bis zum 10. April 1945 im KZ Buchenwald als Kommandoführer der Gärtnerei und der Kläranlage eingesetzt. Nach Kriegsende wurde Krautwurst verhaftet und als jüngster Beschuldigter im Buchenwald-Hauptprozess, der im Rahmen der Dachauer Prozesse stattfand, mit 30 weiteren Beschuldigten angeklagt. Krautwurst wurde beschuldigt, alliierte Gefangene misshandelt und getötet zu haben. Zeugenaussagen belasteten Krautwurst schwer, so soll er am 1. Mai 1942 oder 1943 einem Häftling das Auge ausgeschlagen haben, woran dieser starb. Zudem soll Krautwurst am selben Tag zwei polnische und einen russischen Häftling in der Klärgrube ertränkt haben. Im Prozess sagten zugunsten von Krautwurst aber auch Entlastungszeugen aus, so soll Krautwurst den Häftlingen seines Kommandos Essensrationen für Schwerarbeiter ausgehändigt haben. Der Konstrukteur der Klärgrube sagte aus, dass er nichts von einem Ertrunkenen in der Klärgrube gehört habe. 
Am 14. August 1947 wurde Krautwurst zum Tode durch den Strang verurteilt. Krautwurst wurde trotz mehrerer Gnadengesuche am 26. November 1948 im Kriegsverbrechergefängnis Landsberg hingerichtet.